# フォーモース・メンディ
フォーモース・メンディ（Formose Mendy、2001年1月2日 - ）は、セネガル・ダカール出身のサッカー選手。リーグ・アン・ロリアン所属。セネガル代表。ポジションはDF。

## 経歴
2020年10月にクラブ・ブルッヘの練習に参加し、リザーブチームに所属した。
2021年6月19日、リーグ・ドゥのアミアンと4年契約を結んだ。

### 代表
年代別のセネガル代表に招集され、2019 FIFA U-20ワールドカップではベスト8の成績を残した。
2022 FIFAワールドカップを戦うA代表のメンバー26人に選出された。

## 代表歴

### 出場大会
- セネガル代表
  - 2022 FIFAワールドカップ

### 試合数
- 国際Aマッチ 5試合 0得点（2022年-）[5]

| セネガル代表 | 国際Aマッチ | 国際Aマッチ |
| 年           | 出場        | 得点        |
| ------------ | ----------- | ----------- |
| 2022         | 2           | 0           |
| 2023         | 3           | 0           |
| 2024         |             |             |
| 通算         | 5           | 0           |